# José Martínez Villar
José Martínez Villar fou un periodista i polític espanyol del segle xx, diputat a les Corts Espanyoles durant la restauració borbònica.
Militant del Partit Conservador, tanmateix es presentà com a candidat pel Partit Agrari, aconseguí imposar-se en el districte de Tortosa a les eleccions generals espanyoles de 1920 al candidat republicà, Marcel·lí Domingo i Sanjuan. A les eleccions generals espanyoles de 1923, però, fou derrotat per Marcel·lí Domingo.